# Kurt Rinman (ingenjör)
Kurt Håkan Rinman, född 15 februari 1916 i Göteborgs Oskar Fredriks församling, död 12 april 1977 i Göteborgs Vasa församling, var en svensk ingenjör.
Kurt Rinman avlade ingenjörsexamen vid Stockholms tekniska institut 1938 och akademisk examen vid Technische Universität Berlin 1943. Han företog resor till Holland, Belgien, Tyskland, Österrike, Italien och Finland under 1930- och 1940-talen. Han var anställd vid Ingenjörsvetenskapsakademien 1938, 1939, 1940 och 1943–1945, hos AB Tudor 1945–1946 och i Rederi AB Nordstjernan från 1946. Han var ledamot av American Chemical Society, Deutsche Chemische Gesellschaft, Föreningen för vattenhygien och Skånska Ingenjörsklubben. Han skrev smärre skrifter i kemiska ämnen 1943–1948.
Rinman var son till kontorschefen Knut Rinman och Signe Bryhl. Han var 1939–1958 gift med Karin Linnros (1917–1987) och fick barnen Marianne (1941–2009) och Leif (född 1942). Från 1962 till andra hustruns död var han sedan gift med Evelyne Frydel Rinman (1937–1973).